# Мішель Мерсьє
Міше́ль Мерсьє́ (фр. Michèle Mercier, справжнє ім'я Жослін Івонн Рене Мерсьє, фр. Jocelyne Yvonne Renée Mercier; *1 січня 1939, Ніцца, Франція) — французька кіноакторка.

## Життєпис

### Дитинство
Дочка француза та італійки, Жослін з дитинства захоплювалась танцями. У 1957 році вона стала солісткою балету в оперному театрі Ніцци. Моріс Шевальє, одного разу зустрівшись у театрі з молодою балериною, напророкував їй великий успіх. «Я прямолінійна, відверта, дисциплінована, бо цього мене навчили танці й батьки, які були зі мною суворими. Іноді навіть занадто, особливо — мама».

### Переїзд у Париж
У 16 років Жослін поїхала підкорювати Париж, незважаючи на заперечення батьків, які бачили доньку спадкоємицею сімейного бізнесу — фармацевтичної компанії. «Я сама поїхала до Парижа. Єдине — пообіцяла татові бути слухняною. Як сьогодні подумаю — це було божевілля! Особливо для мене, дівчини, для котрої сім'я була своєрідним коконом».
У столиці Жослін танцювала спочатку в трупі Ролана Петі, а потім у «Балеті Ейфелевої башти». Одночасно вона навчалася акторської майстерності. Дебют Жослін у кіно відбувся у фільмі «Поворот ручки». За однією історією, режисер майбутньої стрічки приїхав навесні 1957 року по дівчину в будинок її батька у Ніцці. Туди вона повернулася у відчаї через провал балетної кар'єри. А інша історія свідчить, що дівчину, яка гуляла парком разом з батьком, випадково помітили режисер Дені де ла Пантельєр та Мішель Одіар.
У всякому разі, ім'я Жослін не сподобалось продюсерам і дівчині дали нове — Мішель. За офіційною версією, ім'я запозичене в Мішель Морган, яка грала головну роль у тому ж фільмі. Але, як не дивно, ім'я Мішель мала молодша сестра Жослін, улюблениця сім'ї Мерсьє — вона померла за кілька років до того.
Після «Повороту ручки» у Жослін-Мішель були ролі в інтернаціональних романтичних комедіях, американському фільмі жахів, комедії з Бобом Хоупом і маленькі ролі — у режисера Франсуа Трюффо в стрічці «Стріляйте в піаніста» та Анатоля Літвака у фільмі «Чи любите ви Брамса?».
У той час, на початку 1959-го Мішель познайомилась із асистентом режисера, відомою постаттю у сфері кіно — Андре Смаґґі. Того року вони одружились, проживали у містечку Пуассі на острові Міньо. Андре навіть брав із собою Мішель на зйомки фільму «Лоуренс Аравійський», де працював помічником режисера. Та згодом Мішель все частіше залишалася на самоті й одного разу зрадила чоловіка з партнером по фільму «Острів фантазій» 1960 року. Вона сама зізналася у зраді й Андре вибачив свою дружину.
Згодом Мішель переїхала працювати до Великої Британії, а потім — до Італії. Там вона зіграла велику кількість ролей у скетчах. І саме на Апеннінському півострові Мішель стала «найвідомішою французькою акторкою в Італії».

### Анжеліка
Попри славу в Італії, більше за все Мішель бажала стати відомою у рідній Франції. Через те 1963 року вона відгукнулась на заклик режисера й відвідала проби на головну роль в історичному фільмі «Анжеліка — маркіза ангелів», за сценарієм популярного тоді роману Анна і Сержа Голонів.
Після відмови від ролі Бріжіт Бардо (її пропонував продюсер), її отримала Мішель, хоча суперницями були Катрін Денев, Джейн Фонди та Марина Владі. «Кожен намагався прилаштувати або свою колишню дружину, або коханку, — згадувала актриса. — Лише я ні з ким не спала, а ходила разом з усіма блондинками Парижа на проби. І виграла їх!».
По появі стрічки, де у головній ролі з Мерсьє зіграв Робер Оссейн, Мішель врешті стала відомою у Франції. Але успіх «Анжеліки» спричинив майбутній крах акторської кар'єри для Мішель. Акторка безуспішно намагалася змінити стереотип, аби її не пов'язували з Анжелікою з роману Голонів.

### Синдром Анжеліки
Ще під час зйомок чергового фільму про пригоди Анжеліки, Мішель паралельно з'явилася на екрані у ролі повії у фільмі «Грім небесний» з Жаном Габеном. А в стрічці «Друга істина» Кристіана-Жака акторка зіграла вбивцю.
Але після закінчення останньої частини «Анжеліки», усі появи Мерсьє на екрані були малопомітні. Вона вдалася до змін — переїхала у США й знялася у фільмі з Чарльзом Бронсоном та Тоні Кертісом. Та успіху стрічка не мала. «„Анжеліка“ завадила моїй подальшій кар'єрі, — розповідала Мішель Мерсьє в інтерв'ю. — У Франції вирішили, ніби цей фільм настільки сильний, що всі можливі наступні роботи з моєю участю не сприйме глядач. Наприклад, якщо я зіграю повію, то буду непереконливою. Якби це було до Анжеліки — о'кей, а після — ні…».
У 1967 році Мішель розлучилася з чоловіком. Через зйомки у серії фільмів про Анжеліку Андре почав ревнувати дружину. Дійшло навіть до того, що через нервовий зрив він потрапив до психіатричної клініки. Мішель розлучилася з Андре і залишила колишньому чоловікові усе спільне майно.
Згодом Мерсьє зустрічалася з художником, який також ревнував її і навіть бив. Одного разу коханець одним ударом зламав Мішель носа й розсік щоку. Вона його покинула, вийшла заміж за автогонщика й фармацевта Клода Бурійо. Саме він 1963 року від імені режисера Франсіса Кона запросив її на проби Анжеліки. Але шлюб з Клодом завершився розлученням 1976 року. «Не знаю, чому мені так не таланить з чоловіками, — дивувалася Мішель. — Мені здається, я заслуговую на більше. Можливо, у мене справді складний характер. І ще — я дуже завищую планку… У всякому разі я так і не знайшла мужчину, сильнішого від мене».

### Швейцарський бізнесмен і чергові невдачі
Найщасливішими сама Мішель називала стосунки з давнім шанувальником, швейцарським бізнесменом-вдівцем румунського походження Адрієном. «Він єдиний, кого я досі з вдячністю згадую», — розповідала пані Мерсьє. Адрієн жив з Мішель у цивільному шлюбі й разом вони виховували двох дітей бізнесмена від першого шлюбу. Але за шість місяців Адрієн помер від раку, а свекруха забрала до себе обох дітей.
У 1984 році Мерсьє пішла з кіно й вирішила віддатися особистому життю. На екранах вона знову з'явилася тільки за 14 років. А 1996 року Францію сколихнула звістка про те, що «Анжеліку» обікрали. Мішель заснувала у Каннах видавництво, аби друкувати книжки. Вона підписала контракт зі своїм помічником — чоловіком на прізвище Делерен, а він зісканував її підпис і зняв гроші Мішель з усіх рахунків. «Мене будь-хто може обдурити. Достатньо симпатії, люб'язності — і все. Можливо, це тому, що я живу сама і справді надто довірлива. Але ж не можна жити, не довіряючи людям!», — констатує пані Мерсьє.
У 1999 році фінансовий крах примусив її виставити на продаж особисті речі та сукні Анжеліки, які колись були викуплені в кіностудії.

### Сучасна Мерсьє
Нині Мерсьє продовжує з'являтися на кінофестивалях з ретроспективами фільмів про Анжеліку. У 2006 році уряд Франції вручив акторці Орден мистецтв та літератури.
Однак у 2000-х роках Мішель Мерсьє, попри її бажання працювати, ніхто не пропонував ролей. «Мене викинули за борт (як свого часу бідну Анні Жирардо) і вважають надто старою… Я ж так хочу працювати: для мене це необхідно, як повітря! Але на мої волання „дайте роботу“ ніхто не реагує. Ніхто. Таке враження, що я говорю до німих або глухих», — скаржилась «Анжеліка».
Та за кордоном Мішель таки пропонували ролі. Зокрема вона знялася у російському серіалі «Червона капела» (2004) й стрічці «Паризька любов Кості Гуменкова» (2005).

## Цитати
- «Люди завжди говорять про мене як про Анжеліку, хоча я зіграла півсотні різних жінок. Я багато років намагалась забути про неї, але зараз вона здається мені маленькою сестричкою, яка завжди готова підтримати мене. Я навчилася жити з нею поряд.»
- «Слідкувати — це те, що я роблю цілими днями, сидячи перед телевізором. Мені тільки те й лишається. Вмикаю екран — і таке враження, що всі недоумки там…»
- «Справжні цінності відкинуто і забуто, вони більше не існують. Мода, й та перетворилась на диктат нікчемностей. А те, що називалося колись честю, нині затребувано мінімально»
- На запитання про те, як Мішель Мерсьє проведе останній день у своєму житті, вона відповіла таке: «Знаючи, що я відійду? О, чорт… Навіть не знаю. Я б востаннє закурила. І коли погасне сигарета, згасну і я»

## Фільмографія
- 1957 — Поворот ручки / Retour de manivelle — Жанна
- 1957 — Дай мені шанс / Donnez-moi ma chance — Ніколь Нобле
- 1959 — Ночі Лукреції Боржиа / Le Notti di Lucrezia Borgia — Діана д'Альва
- 1959 — Єдиний ангел на землі — Августа де Манкенберг
- 1960 — Диявольський танець / Le Saint mène la danse — Дані
- 1960 — А ось і брюнетка![fr] (телеспектакль) — Софі
- 1960 — Стріляйте в піаніста[fr] — Кларисса
- 1960 — Морські месники / Il Giustiziere dei mari — Дженіфер
- 1960 — Лють у затоці контрабандистів / Fury at Smugglers' Bay — Луіза Лежен
- 1961 — Чи любите ви Брамса? — Мейсі № 3
- 1961 — Пригоди Аладдіна[it] — принцеса Зайна
- 1962 — Буремні роки — Ельвіра Аквамано, донька мера
- 1962 — Полонянка диявольського острова / Le Prigioniere dell'isola del diavolo — Мартіна Фоше
- 1963 — Лялечка / La Pupa — Лялечка
- 1963 — Літнє божевілля[it] — Гігі
- 1963 — Четвер / Il giovedi — Ельза
- 1963 — Симфонія різанини / Symphonie pour un massacre — Мадлен Клаве
- 1963 — Три лика страху[it] (епізод «Телефон») — Розі
- 1963 — Старший Фершо — Лу
- 1963 — Чудовиська / I Mostri (епізод «Опіум для народу») — Марі
- 1964 — Вища невірність / Alta infedeltà (епізод «Скандаліст») — Клара
- 1964 — A Global Affair — Лізетта
- 1964 — Любов у четвертому вимірі / Amore in quattro dimensioni (епізод «Любов і смерть») — Луіза
- 1964 — Анжеліка, маркіза янголів — Анжеліка
- 1965 — Віа Вінето / Via Veneto
- 1965 — Прекрасна Анжеліка — Анжеліка
- 1965 — Казанова-70 / Casanova '70 — Ноель (наречена)
- 1965 — Грім небесний — Сімона Лебоше
- 1966 — Чорне сонце[fr] — Кристіна Род'є
- 1966 — Наші чоловіки / (I Nostri mariti, епізод «Чоловік Ольги») — Ольга
- 1966 — Анжеліка і король — Анжеліка
- 1966 — Друга істина / La Seconde vérité — Наталі Невіль
- 1966 — Як я навчився любити жінок / Das Gewisse Etwas der Frauen — Франциска
- 1967 — Найдревніша професія у світі / Le Plus vieux métier du monde (епізод «Первісна ера») — Брі
- 1967 — Неприборкана Анжеліка — Анжеліка
- 1968 — Анжеліка і султан — Анжеліка
- 1968 — Коханці Леді Гамільтон: Шлях у вищі кола / Le Calde notti di Lady Hamilton — Емма Гамільтон
- 1968 — Мотузка і кольт / Une corde, un Colt — Марія Кейн
- 1969 — Золота вдова[fr] — Дельфіна
- 1970 — Усіх не задовольниш[en] — Айла
- 1971 — Per amore o per forza — ''Арабелла''
- 1971 — Македонська операція / Macédoine (La Femme sandwich) — Катерина
- 1971 — В обіймах павука (Маска червоної смерті)[it] — Елізабет Блеквуд
- 1971 — Скандал у Римі / Roma bene — Вільма Раппі
- 1972 — Довічна рента / Le Viager — дівчина на балу (немає у тирах)
- 1972 — Поклик предків[en] — Каліоппа Лорен
- 1977 — Жінки світу / Les Femmes du monde (телесеріал) — Даніель Равенн
- 1977 — Залізна рука / Götz von Berlichingen mit der eisernen Hand — Аделаїда, графиня ван Вольдорф
- 1977 — Джин-тонік / Jeans Tonic — Мішель Дабре
- 1998 — La Rumbera — Рашель у старості
- 2003 — Салон краси (телесеріал)[it]  — Наомі
- 2004 — Червона капелла (телесеріал) — Елен у наші дні
- 2005 — Паризька любов Кості Гуманкова — француженка

## Цікаві факти
- Знання французької, італійської, англійської і німецької мов дозволило Мерсьє знятися в багатьох іноземних та інтернаціональних фільмах.
- Фільми «Морські месники» і «Полонянка диявольського острова» знімалися паралельно в одних і тих самих декораціях.
- Акторці зробили декілька пластичних операцій, щоб відновити розбите шанувальником обличчя.
- Пара Робер Оссейн/Мішель Мерсьє з'являлася на екрані вісім разів: в п'яти фільмах про «Анжеліку», і ще тричі в фільмах «Друга істина», «Грім небесний» і «Мотузка і кольт» («Кладовище без хрестів»).
- У 2013 акторка була гостею міжнародного фестивалю короткометражного кіно «Харківський бузок» (Харків) і залишила відбиток своєї долоні на місцевій Алеї зірок